# Sándor Tarics
Sándor Tarics (hongarès: Tarics Sándor)  (Budapest, 23 de setembre de 1913 - San Francisco, 21 de maig de 2016) va ser un waterpolista hongarès que va competir durant les dècades de 1930 i 1940.
El 1936 va prendre part en els Jocs Olímpics de Berlín, on va guanyar la medalla d'or en la competició de waterpolo.
El 1948 fugí als Estats Units per escapar del règim comunista. Allà va realitzar investigacions en sismologia.
Després de la mort d'Attilio Pavesi, es convertí en el campió olímpic més vell. El setembre de 2013 va fer 100 anys. Va morir a San Francisco el 21 de maig de 2016 amb 102 anys.